# 100-mm-Panzerabwehrkanone MT-12

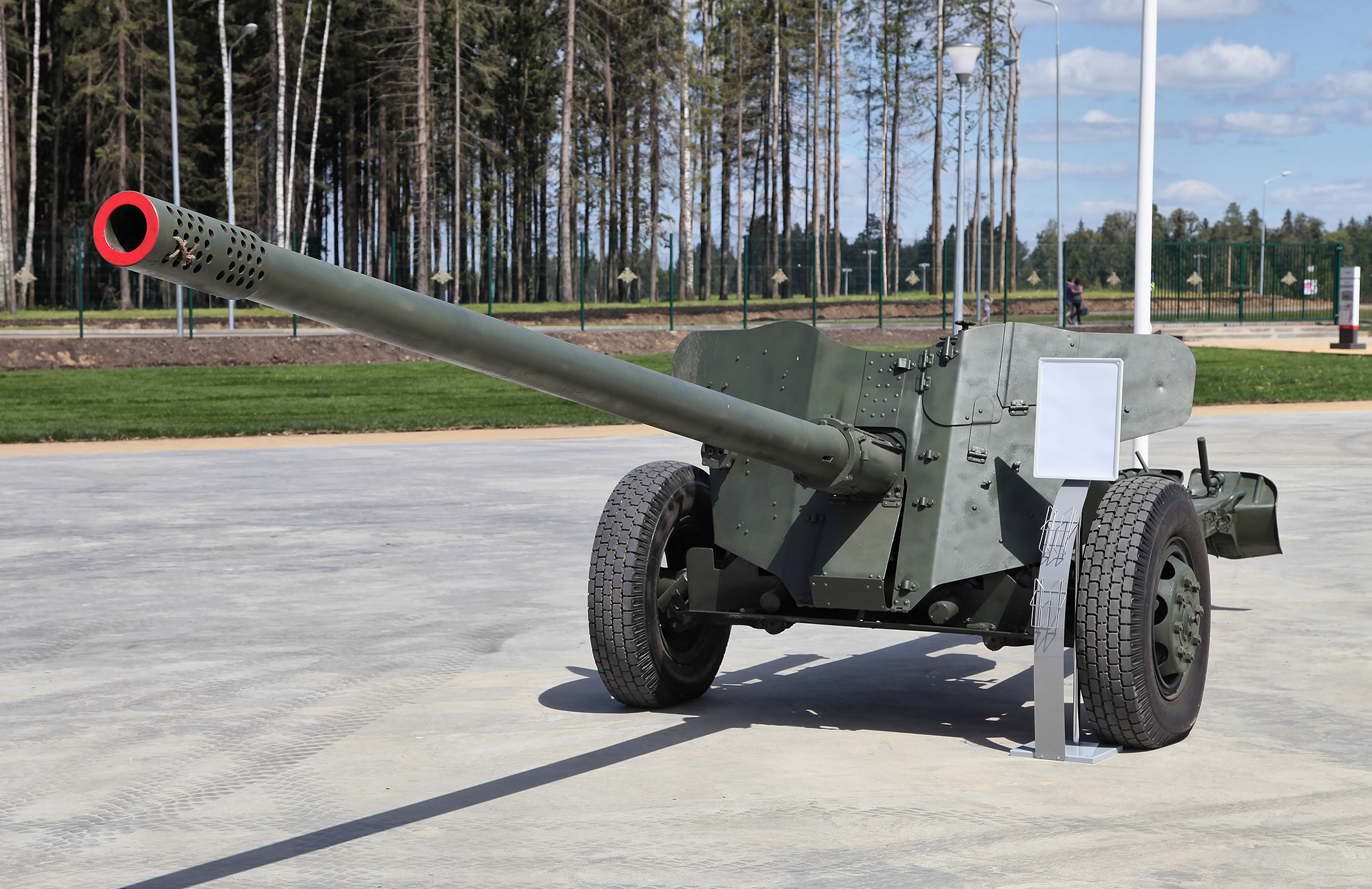
100-mm-Panzerabwehrkanone MT-12 in Park Patriot, Russland

Die 100-mm-Panzerabwehrkanone MT-12 ist eine in der Sowjetarmee ab 1970 eingeführte Panzerabwehrkanone. Sie dient vorrangig zum Kampf gegen gepanzerte bewegliche Ziele. Die russische Bezeichnung lautet 100-мм противотанковая пушка МТ-12, der GRAU-Index 2A29. Vielfach wird auch der Name Рапира (Rapier) verwendet. Sie wurde aus der 100-mm-Panzerabwehrkanone T-12 entwickelt, die sie auch weitgehend ersetzte. Die Waffe wurde in allen größeren Konflikten am Ende des 20. Jahrhunderts, wie den verschiedenen militärischen Auseinandersetzungen zwischen den arabischen Staaten und Israel, eingesetzt. Noch 2015 wurde ihr Einsatz im russischen Krieg in der Ukraine beobachtet. In regulären Streitkräften wurde sie zwischenzeitlich durch Panzerabwehrlenkraketen ersetzt, da die ballistischen Leistungen für den Kampf gegen moderne Panzerfahrzeuge unzureichend sind.

## Entwicklung
Die 1961 eingeführte T-12 hatte sich grundsätzlich bewährt. Mit ihr stand der Sowjetarmee und anderen Streitkräften ein für damalige Verhältnisse leistungsfähiges und bewegliches Panzerabwehrmittel zur Verfügung. Dennoch wies die Waffe im praktischen Einsatz Unzulänglichkeiten auf. Die im Prinzip von der 85-mm-Panzerabwehrkanone D-48 unverändert übernommene Lafette zeigte im Gelände unzureichende Eigenschaften. Auch war ein Einsatz bei schlechter Sicht nicht möglich. Schließlich musste die Waffe auch an die zwischenzeitlich neu entwickelten Munitionstypen angepasst werden. Entwickelt wurde die Waffe, wie schon ihr Vorgängermodell, im Konstruktionsbüro des Werkes Nr. 75 in Jurga.
Die grundsätzliche Konstruktion wurde beibehalten, jedoch wurde die Lafette neu entwickelt. Durch eine Verbreiterung der Spurweite wurde die Geländegängigkeit verbessert, nunmehr war ein Einsatz mit dem Kettenzugmittel MT-LB möglich. Im Gelände konnte die zulässige Höchstgeschwindigkeit von 15 km/h auf 25 km/h angehoben werden. Rohr und Verschluss blieben unverändert, jedoch wurde eine zusätzliche dritte
Rohrrückholeinrichtung installiert. Der Schutzschild wurde ebenfalls verändert, was die Höhe bis zur Schildoberkante von 1.565 mm auf 1.600 mm vergrößerte. Ab 1981 konnten mit der Waffe Panzerabwehrlenkraketen 9M117 Kastet verschossen werden. Die Fähigkeit zum Kampf bei Nacht und schlechter Sicht wurde in der Version MT-12R durch den Einsatz eines Radargerätes RLPK-1 (РЛПК-1) verbessert. Die Waffe erhielt zunächst die Bezeichnung T-12A, aufgrund der tiefgreifenden Änderungen wurde diese jedoch in MT-12 geändert. Gleichzeitig wurde der GRAU-Index auf 2A29 geändert. Die Produktion begann 1970. Die ballistischen Leistungen ermöglichten die Bekämpfung der damals modernsten westlichen Kampfpanzer Leopard 1 und M-60, doch bereits gegen 1967 kamen sowjetische Spezialisten zu dem Schluss, dass die MT-12 gegen den Chieftain und den in Entwicklung befindlichen Kampfpanzer 70 nur begrenzt wirksam sein würde. Auf Grundlage dieser Einschätzung wurde das OKB-9 im Januar 1968 mit der Entwicklung einer 125-mm-Glattrohrkanone mit den ballistischen Leistungen der Panzerkanone D-81 beauftragt. Diese Entwicklung führte letztendlich zur 125-mm-Panzerabwehrkanone 2A45.

## Konstruktion

### Geschütz

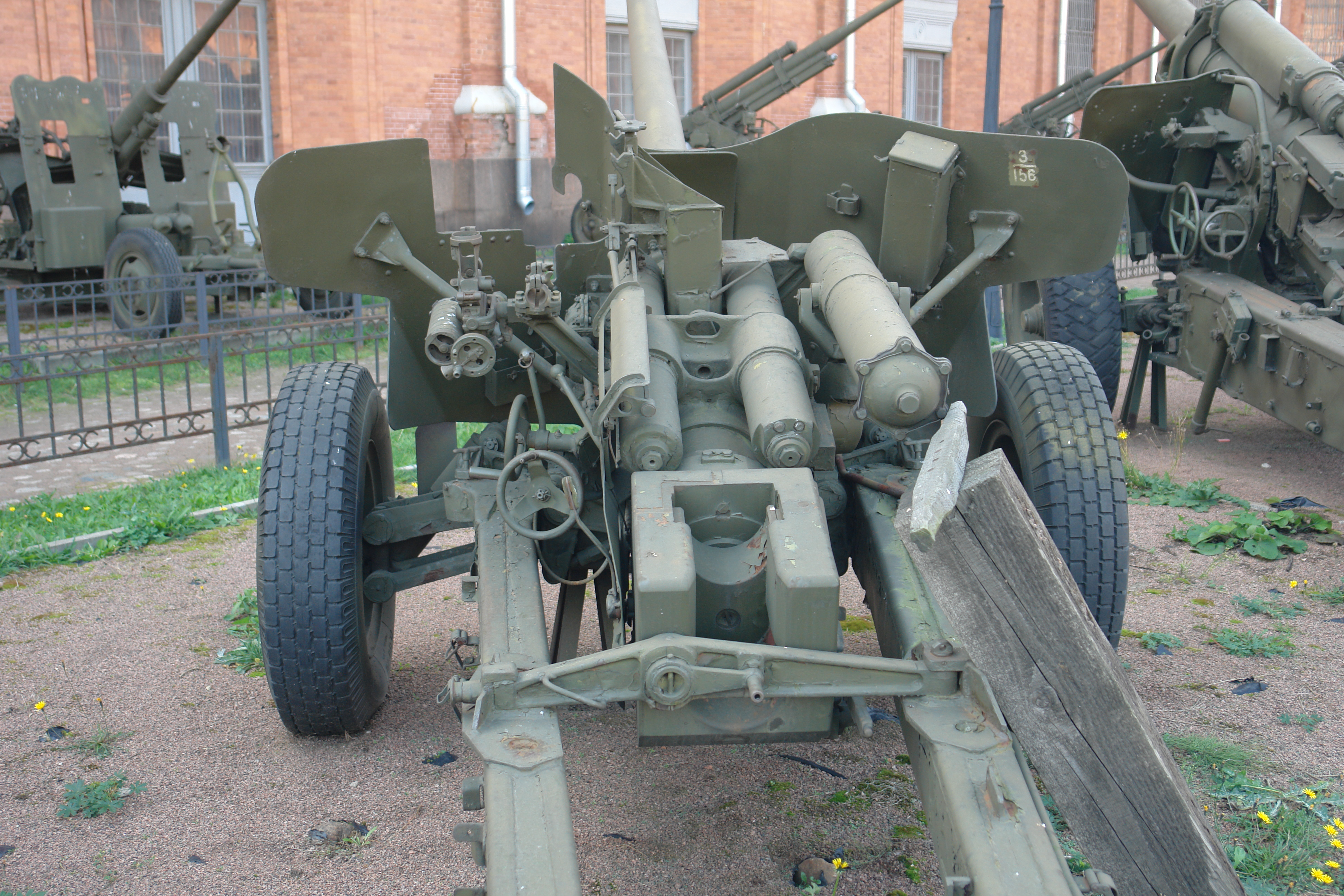
Bodenstück mit Ladeschale und Verschluss, Rohrbremse und Rohrvorholer liegen über dem Bodenstück, beachte die im Vergleich zur T-12 geänderten Rohrrückholer

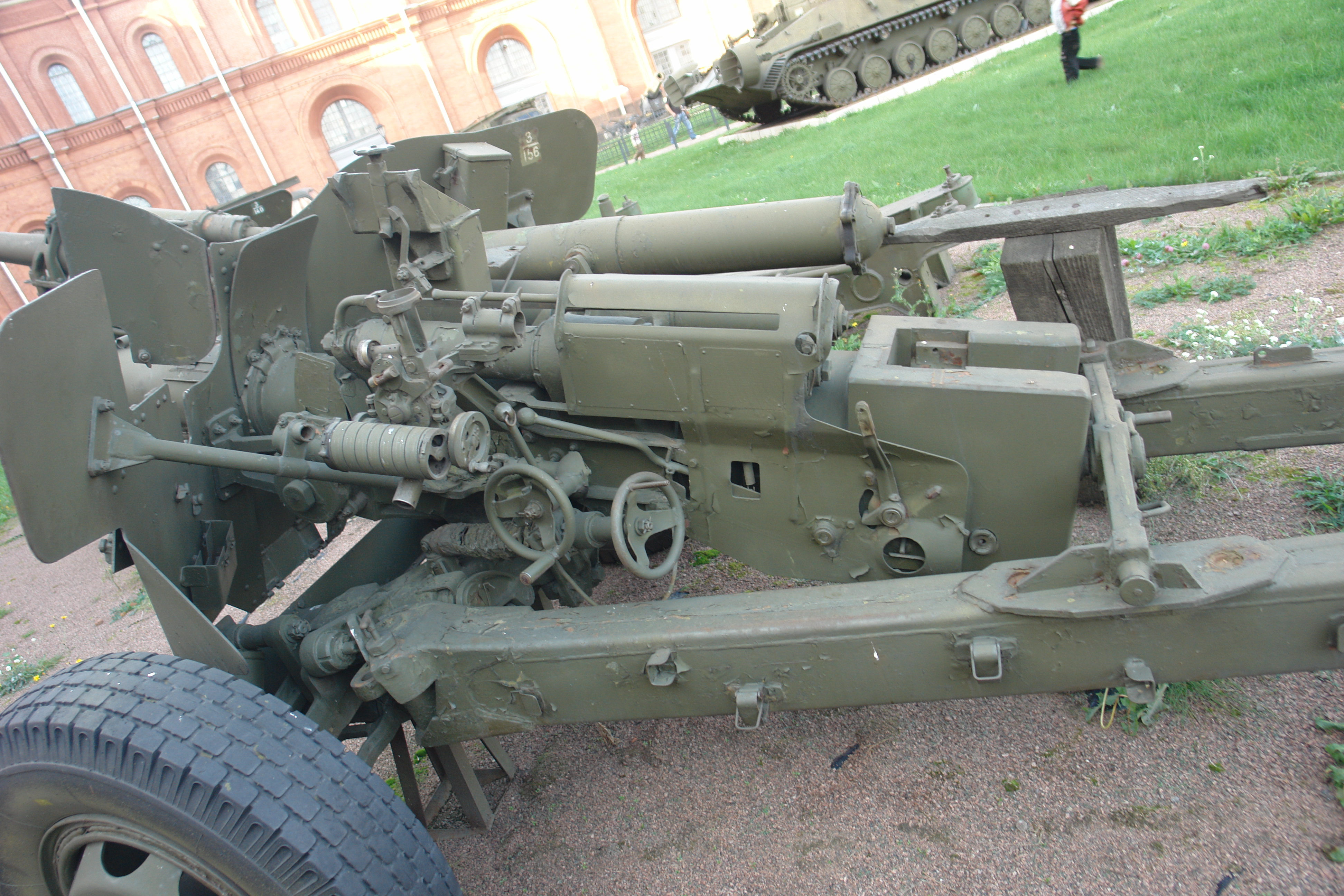
Richtantriebe, beachte auch den geänderten Schutzschild

Bei der T-12 handelt es sich um eine Glattrohrkanone; das Rohr besitzt also weder Felder noch Züge. Das einteilige Rohr hat eine Länge von 63 Kalibern und besitzt eine Vielloch-Mündungsbremse. Als Verschluss kommt ein senkrecht laufender halbautomatischer Fallblockverschluss zum Einsatz, bei dem eine Feder das Öffnen des Verschlusses unterstützt. Der Verschluss muss manuell geschlossen werden, danach öffnet der halbautomatische Verschluss nach jeder Schussabgabe. Hinter dem Verschluss befindet sich die Ladeschale, in welche die zu verschießenden Granatpatronen eingelegt werden. Die hydraulischen Rohrbremsen und der ebenfalls hydraulische Rohrvorholer befinden sich auf Höhe des Bodenstücks unmittelbar über dem Rohr. Die Konstruktion erlaubt eine Feuergeschwindigkeit von 6 bis 14 Schuss pro Minute. Gerichtet wird die Waffe nach Höhe und Seite rein mechanisch, die Richtantriebe befinden sich links vom Verschluss.

### Visier
Als Visier kommt das Zielfernrohr OP4M-40U (ОП4M-40У) zum Einsatz. Das Zielfernrohr weist bei 5,5-facher Vergrößerung ein Sichtfeld von 11º auf. Für das Schießen im indirekten Richten wird das Zielgerät S71-40 (С71-40) mit dem Rundblickfernrohr PG-1 (ПГ-1) und dem Kollimator K-1 (K-1) genutzt. Für den Kampf bei Nacht stehen die Nachtsichtgeräte APN 6-40 (АПН 6-40) bzw. APN 5-40 (АПН 5-40) zur Verfügung. Dabei handelt es sich um passiv arbeitende Infrarotsichtgeräte. Während das APN 5-40 eine 6-fache Vergrößerung mit einem Blickfeld von 5° 30' aufweist, vergrößert das APN 6-40 bei einem Blickfeld von 6° 50' 6,8-fach.

### Lafette

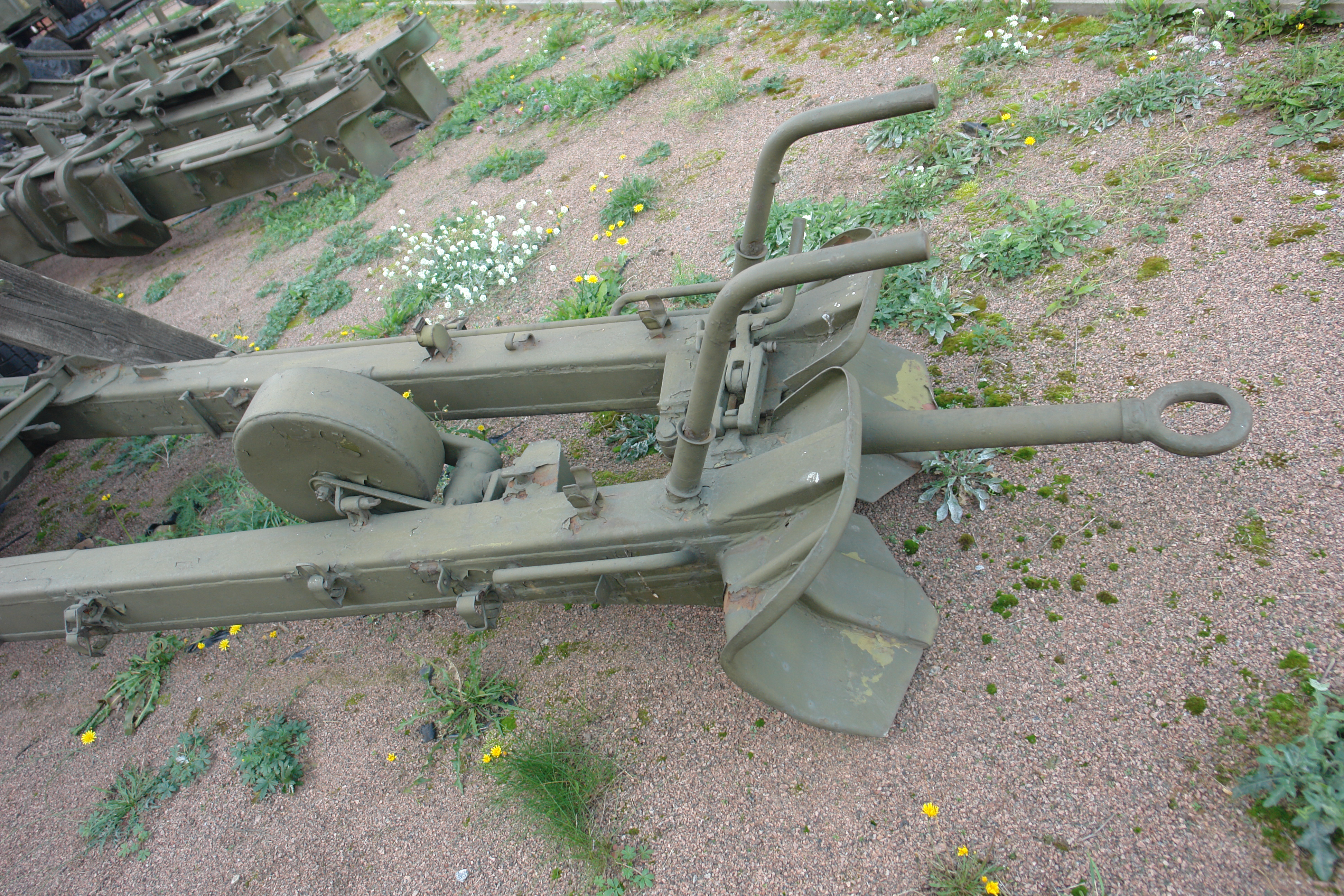
Holme mit Erdspornen und Verriegelung

Die Lafette wurde neu entwickelt. Deutlichster Unterschied ist die auf 1.900 mm verbreiterte Spurweite, die die Gefahr des seitlichen Kippens im Gelände verringert. Zur erhöhten Geländegängigkeit trägt ebenfalls der auf 1.034 mm vergrößerte Durchmesser der Laufräder bei. Die Holme sind länger, was in Gefechtslage eine weitere Spreizung und damit eine vergrößerte Stabilität ergibt. Bei der Spreizlafette handelt es sich um eine geschweißte Kastenholm-Konstruktion. Beide Holme sind mit je einem Erdsporn versehen. Für den Marsch werden die Holme zusammengeklappt und verriegelt, die Verriegelung nimmt ebenfalls die Öse für das Zugfahrzeug auf. In Marschlage wird das Rohr am Bodenstück an den Holmen festgezurrt. Zum leichteren Manövrieren ohne Zugfahrzeug ist am linken Holm ein abklappbares Laufrad abgebracht. Das Fahrgestell besitzt Torsionsfedern mit hydraulischen Stoßdämpfern. Die Besatzung wird durch einen Schild gegen Schützenmunition und Splitter geschützt, gegenüber der T-12 wurden Form und Größe des Schildes geändert. Für den Einsatz unter winterlichen Bedingungen steht das Ski-Fahrgestell LO-7 (ЛО-7) zur Verfügung.
In Marschlage ist das Geschütz 9.650 mm lang, 2.310 mm breit und 1.600 mm hoch, die Bodenfreiheit beträgt 380 mm. Als Zugmittel wurde vorrangig das Kettenzugmittel MT-LB eingesetzt. Auf der Straße erlaubt die Lafettenkonstruktion eine Marschgeschwindigkeit von 70 km/h, im Gelände darf eine Höchstgeschwindigkeit von 25 km/h nicht überschritten werden.

### Munition

Flügelstabilisierte Unterkalibergranate BM2

Verschossen wird flügelstabilisierte patronierte Munition. Verfügbar waren zunächst die für die T-12 entwickelten Munitionstypen: Unterkalibergranaten der Typen UBM1/BM1 und UBM2/BM2 und Hohlladungsgranaten UBK2. Für den Kampf gegen halbharte und Weichziele stehen Splittersprenggranaten UOF3 zur Verfügung.
Die Unterkalibergranaten BM2 durchschlagen auf 500 m Entfernung eine Panzerung mit einer Stärke von 230 mm, auf 2.000 m Entfernung 180 mm und auf 3.000 m noch 140 mm. Die Granatpatrone wiegt 19,34 kg, das Geschoss 5,65 kg. Diese Granaten erreichen eine Mündungsgeschwindigkeit von 1.575 m/s und eine effektive Reichweite von 3.000 m.
Eine Splittersprenggranate UOF3 wiegt 28,9 kg bei einem Geschossgewicht von 16,7 kg. Diese Granaten erreichen eine Mündungsgeschwindigkeit von 700 m/s und eine maximale Reichweite von 8.200 m.
Später wurden verbesserte Munitionsarten eingeführt. Die Unterkalibergranaten BM-24 durchschlagen 400 mm Panzerstahl auf 1500 m, die Hohlladungsgranaten BK-16M 350–400 mm Panzerstahl. Letztere wiegt 23,1 kg bei einem Geschossgewicht von 9,5 kg und erreicht eine Mündungsgeschwindigkeit von 975 m/s.
Ein typischer Kampfsatz, der auf dem Zugmittel mitgeführt wurde, bestand aus:
- 10 Unterkalibergranaten BM-24
- 6 Hohlladungsgranaten BK-16M
- 4 Splittersprenggranate 3OF-35.

Mit der ab 1981 eingeführten Version MT-12K (2A29K) können Panzerabwehrlenkraketen 9M117 Kastet verschossen werden. Bei diesen Raketen handelt es sich um sogenannte Beam Rider. Die Steuerung der Lenkflugkörper erfolgt dabei durch einen über das Zielfernrohr 1K13 ausgesendeten modulierten Laserleitstrahl. Für die MT-12 stehen mittlerweile verschiedene Typen zur Verfügung. Die Lenkflugkörper 3UBK10 und 3UBK10M haben eine Reichweite von 4.000 m bei einer Flugzeit von ungefähr zwölf Sekunden. Die 3UBK10 durchschlägt 650 mm Panzerstahl, die mit einem Tandem-Hohlladungsgefechtskopf ausgerüstete 3UBK10M 650 mm. Die verbesserte 3UBK23 hat eine Reichweite von maximal 6.000 m und durchschlägt mit ihrem Tandem-Hohlladungsgefechtskopf 750 mm Panzerstahl.

## Versionen

### MT-12
Mit MT-12 wurde die auch als T-12A bezeichnete, ab 1970 gebaute erste Ausführung der Kanone bezeichnet.

### MT-12R
Mit Radargerät RLPK-1 (РЛПК-1) ausgerüstete Version (GRAU-Index 2A29R). Durch Einsatz des Radargerätes wurden die Einsatzmöglichkeiten bei schlechter Sicht, also bei Nebel und Rauch verbessert.

### MT-12K
Die ab 1981 eingeführte Version (GRAU-Index 2A29K) mit geänderter Visiereinrichtung ermöglicht den Verschuss von Panzerabwehrlenkraketen.

### A407

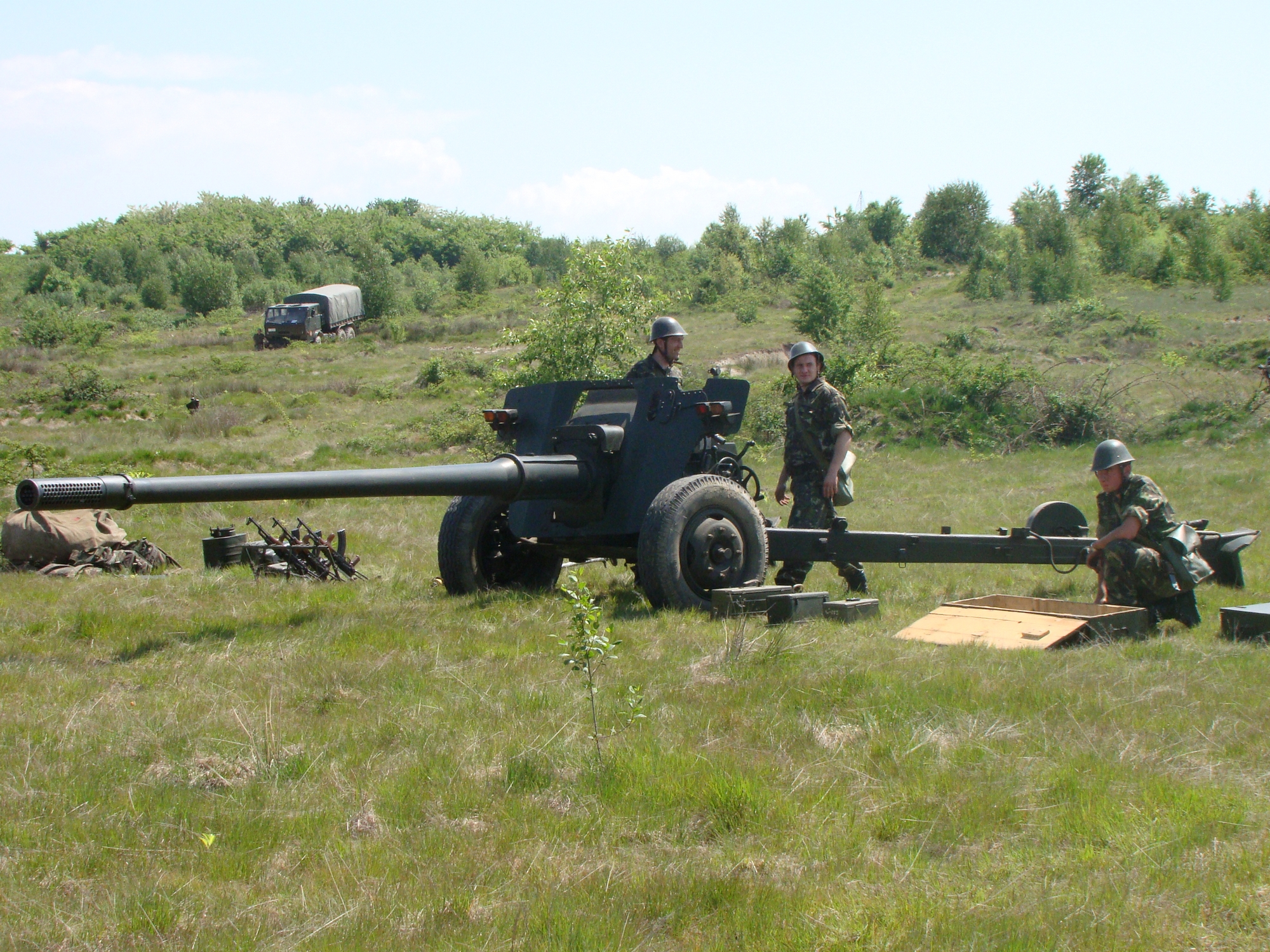
Rumänische 100-mm-Panzerabwehrkanone M1977

Bezeichnung des ab 1975 in Rumänien entwickelten Waffensystems. Die ursprüngliche Version M1975 entsprach weitgehend der MT-12, jedoch glitt der Verschlussblock horizontal. Mit dem Modell M1977 wurde auf einen vertikal laufenden Verschluss wie bei der MT-12 umgestellt. Die M1977 kann aufgrund ihrer Lafettierung auch als Feldkanone eingesetzt werden, die maximale Reichweite liegt bei 20.600 m. Der Verschluss wurde in der als A308 bezeichneten 100-mm-Zugrohrkanone bei den rumänischen Modernisierungen des T-55 TR-77 und TR-85 genutzt. Das M2002 ist eine nochmals modernisierte Version mit der Feuerleitanlage TAT-100. Die aus dieser Waffe entwickelte A430 wird als Turmbewaffnung auf verschiedenen rumänischen Kriegsschiffen verwendet.

### PT-73 / Type 86
Der PT-73 und Typ 86 sind in China gefertigte Ausführungen der Kanone.

### Topaz
Topaz ist der Name der in Jugoslawien entwickelten Version. Dabei wurde das Rohr mit Verschluss und Rohrrückholeinrichtung auf die Lafette der 122-mm-Haubitze D-30 gesetzt.

## Technische Daten
| 100-mm-Panzerabwehrkanone MT-12  | |
| Allgemeine Eigenschaften         | |
| Klassifikation                   | Panzerabwehrkanone |
| Chefkonstrukteur                 | |
| Bezeichnung des Herstellers      | MT-12 |
| Hersteller                       | Sawod Nr. 75 (Werk Nr. 75, russ. Завод № 75) in Jurga                                                                                           |
| Gewicht in Feuerstellung         | 3.100 kg |
| Gewicht in Fahrstellung          | 3.050 kg |
| Mannschaft                       | 6 Mann (Geschützführer, K1 Richtkanonier, K2 Verschluss- und Ladekanonier, K3 Munitions- und Zünderkanonier, K4 Munitionskanonier, Kraftfahrer) |
| Baujahre                         | ab 1970 |
| Stückzahl                        | |
| Rohr                             | |
| Kaliber                          | 100 mm |
| Rohrlänge                        | 6.300 mm (L/60) |
| Feuerdaten                       | |
| Höhenrichtbereich                | −6° bis +20° |
| Seitenrichtbereich               | 53° |
| Höchstschussweite                | 8.200, direkter Schuss 1.880 m |
| Höchstmündungsgeschwindigkeit    | 700–1.575 m/s |
| Feuerrate                        | 6–14 Schuss/min |
| Beweglichkeit                    | |
| Höchstgeschwindigkeit im Schlepp | 70 km/h |

## Einsatz

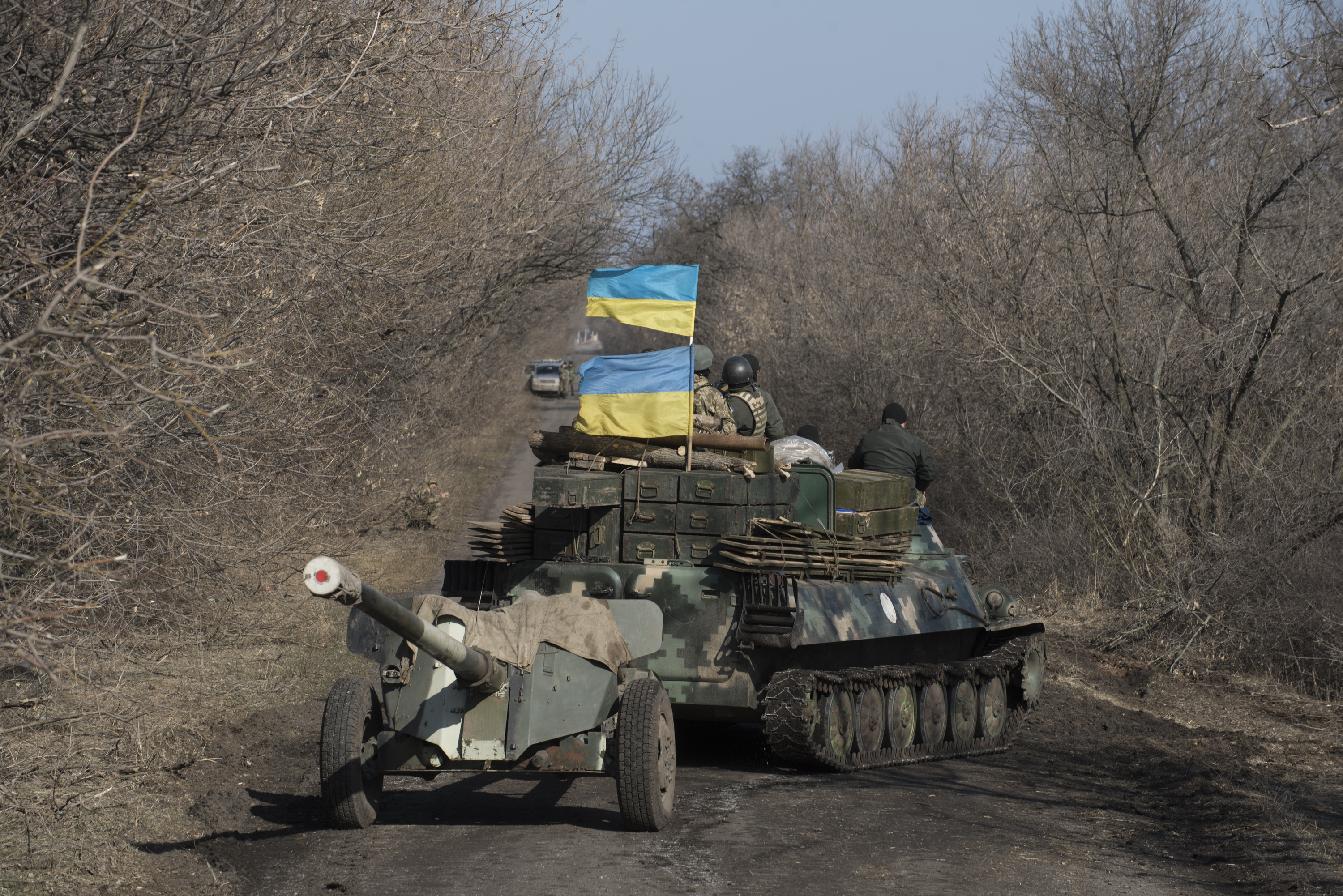
Ukrainische MT-12 mit MTLB während des Krieges in der Ukraine 2015

### Einsatzgrundsätze
Grundsätzlich wurde die MT-12 bei der Sowjetarmee in den Panzerjägerabteilungen der Armeekorps und der verschiedenen Divisionstypen eingesetzt. Hauptaufgabe dieser Verbände war der Schutz der eigenen Flanken bei erfolgreichen Durchbrüchen und das Abriegeln gegnerischer Durchbrüche. Das Nachfolgemodell der MT-12 ist die 125-mm-Kanone 2A45M Sprut-B.
Die Waffe wurde in zahlreiche Länder exportiert und befindet sich dort teilweise noch heute im Einsatz.

### Einsatz in der NVA

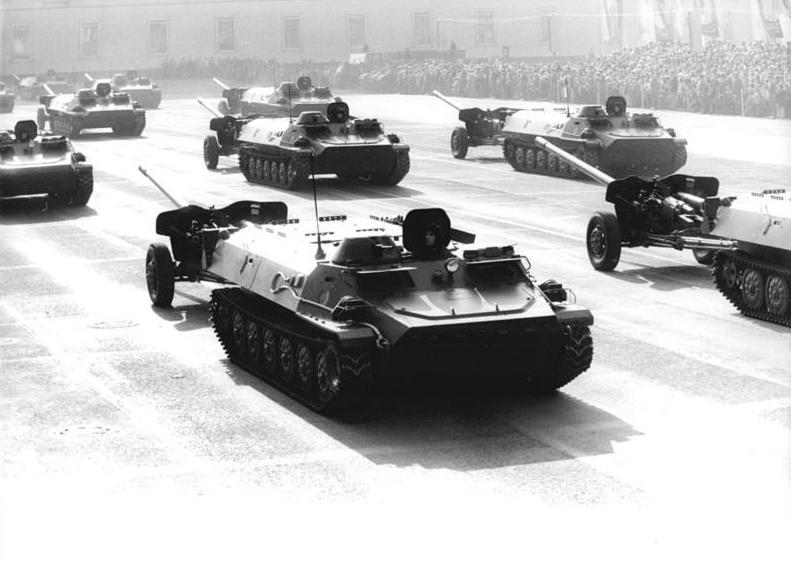
MT-12 der NVA mit Zugmittel MT-LB. Parade zum 28. Jahrestag der DDR 1977.

Die NVA setzte die T-12 ab Anfang der 1970er-Jahre ein. Beschafft wurde nur die Grundausführung MT-12, die Variante MT-12R mit Radargerät war bei der NVA nicht im Einsatz. Auf die Einführung neuer Munitionsarten verzichtete man ebenfalls, verschossen wurde die schon bei Einführung der T-12 beschafften Munitionsarten. Eingesetzt wurde die MT-12 in den Panzerjägerabteilungen der Militärbezirke und motorisierten Schützendivisionen und einigen Panzerjägerbatterien der motorisierten Schützenregimenter.
Während in den Panzerjägerabteilungen sowohl Batterien MT-12 als auch Panzerabwehrlenkraketen-Batterien vorhanden waren, diente die MT-12 in den Panzerjägerbatterien der motorisierten Schützenregimenter als Ersatzbewaffnung für die nicht in ausreichender Anzahl vorhandenen Panzerabwehrlenkraketenkomplexe. In den 1980er-Jahren wurden freiwerdende MT-12 den Mobilmachungsdivisionen zugewiesen.
Von der Bundeswehr wurden die Geschütze 1990 nicht übernommen.

## Nutzerstaaten

### Aktuelle Nutzer
- Algerien – Ab dem Januar 2018 befinden sich 10 MT-12 im Dienst.[3]:325
- Bulgarien – Ab dem Januar 2018 befinden sich 126 MT-12 im Dienst.[3]:89
- Volksrepublik China – Ab dem Januar 2018 befinden sich 1308 PT-73 (auf Basis der T-12) im Dienst.[3]:251
- Georgien – Ab dem Januar 2018 befindet sich eine unbekannte Anzahl T-12 im Dienst.[3]:187
- Kasachstan – Ab dem Januar 2018 befinden sich 68 M/T-12 im Dienst.[3]:188
- Kirgisistan – Ab dem Januar 2018 befinden sich 18 M/T-12 im Dienst.[3]:190

- Moldau – Ab dem Januar 2018 befinden sich 37 MT-12 im Dienst.[3]:191
- Mongolei – Ab dem Januar 2018 befindet sich eine unbekannte Anzahl MT-12 im Dienst.[3]:286
- Russland – Ab dem Januar 2018 befinden sich 526 MT-12 im Dienst.[3]:194
- Turkmenistan – Ab dem Januar 2018 befinden sich 60 M/T-12 im Dienst.[3]:208
- Usbekistan – Ab dem Januar 2018 befinden sich 36 M/T-12 im Dienst.[3]:214
- Ukraine – Ab dem Januar 2018 befinden sich ungefähr 500 M/T-12 im Dienst.[3]:210
- Vietnam – Ab dem Januar 2018 befindet sich eine unbekannte Anzahl T-12 im Dienst.[3]:310